# Zielony Piarg

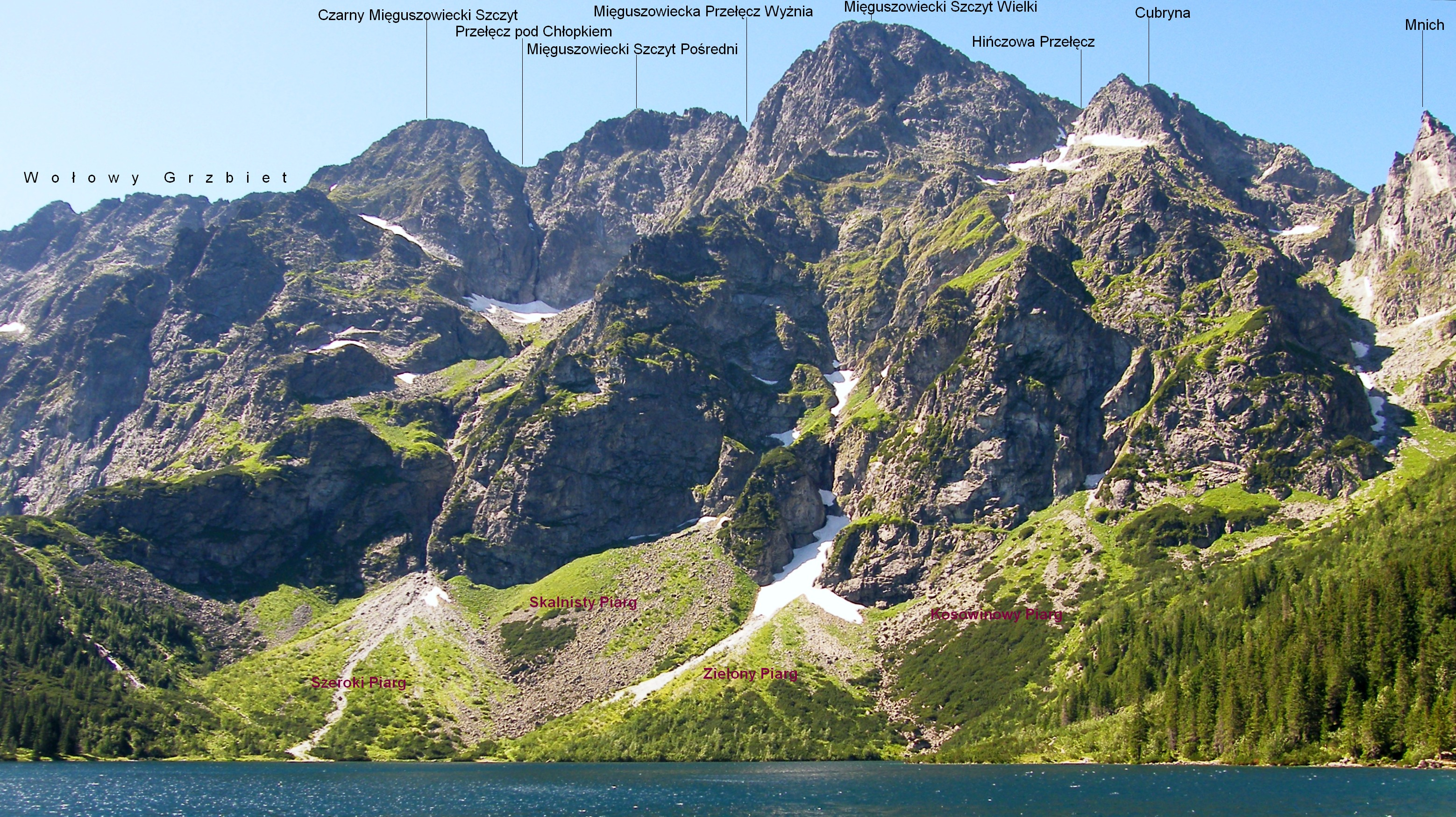
Zielony Piarg wśród podpisanych obiektów

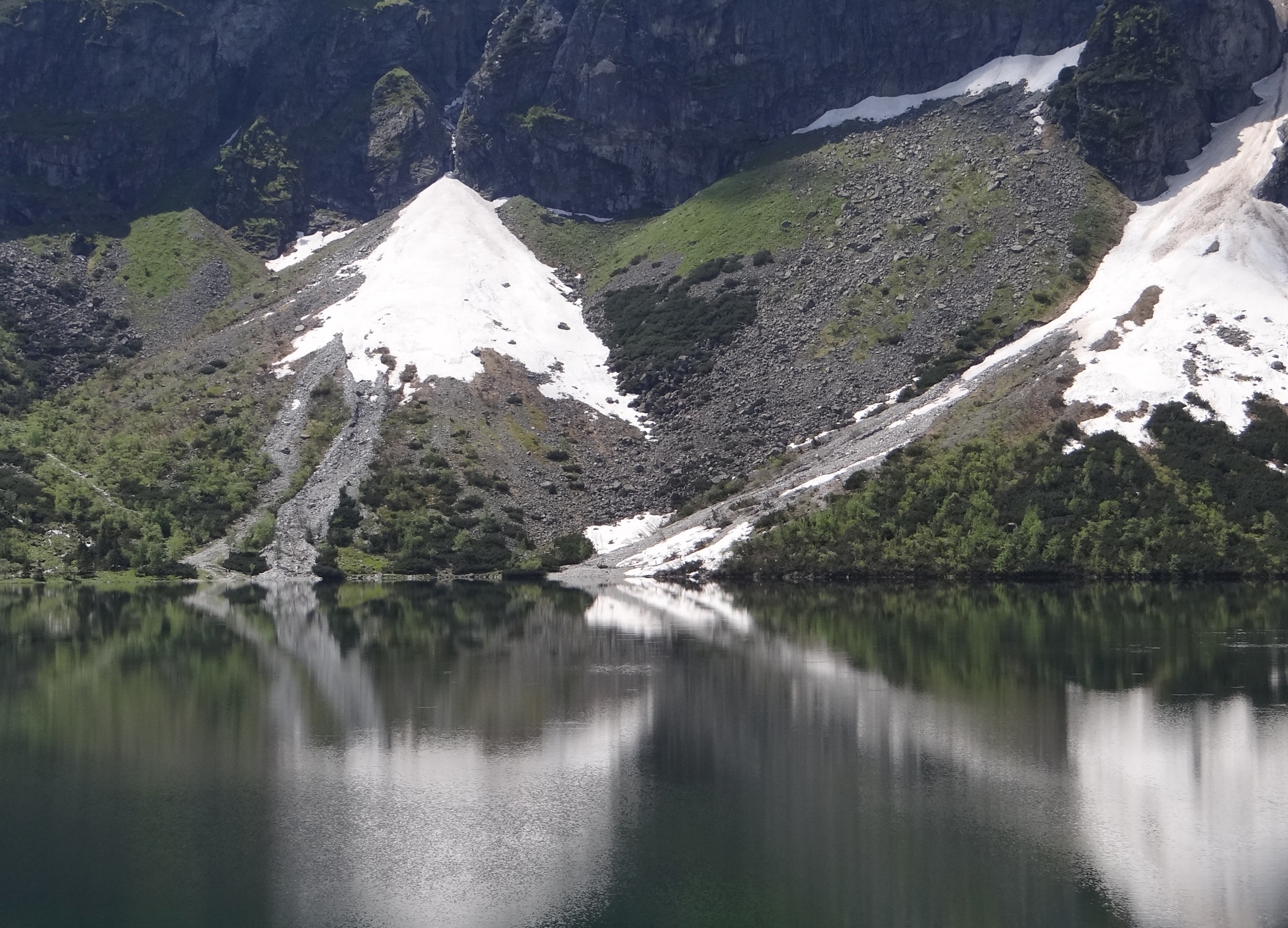
Zaśnieżony Szeroki Piarg po prawej stronie

Zielony Piarg (słow.  Zelené sučovisko) – wielki stożek piargowy nad południowym brzegiem Morskiego Oka w Tatrach Polskich. Znajduje się poniżej Hińczowej Zatoki i jest jednym z kilku piargów u podnóży skał. Piargi te, obejmowane wspólną nazwą Wielki Piarg mają wysokość do 200 m i utworzone są z materiału skalnego znoszonego żlebami ze szczytów grani głównej wznoszących się nad Morskim Okiem.
Zielony Piarg znajduje się pomiędzy Skalnistym Piargiem i Kosowinowym Piargiem. Ograniczony jest od góry przez Gruszkę i Półksiężyc, po bokach przez sąsiednie piargi. Utworzony został, i nadal powiększa się z materiału znoszonego przez Cubryński Żleb. Duży obszar depresji, z której znoszony jest materiał skalny (między północną granią Mięguszowieckiego Szczytu Wielkiego i północną granią Cubryny) powoduje, że Zielony Piarg szybko się powiększa. Jego górna część cały czas jest żywa. W obrębie piargu można zauważyć naturalną selekcję materiału skalnego. Największe skalne głazy znajdują się na dole, najdrobniejsze okruchy na szczycie stożka piargowego. Stałe zacienienie i duże zsypy lawinowego śniegu powodują, że na piargu tym istnieje trwale utrzymujący się Hińczowy Śnieżnik.
Przez Zielony Piarg prowadzą taternickie ścieżki (dojścia do ścian wspinaczkowych).

## Szlaki turystyczne
Podnóżem Zielonego Piargu prowadzi czerwony szlak turystyczny okrążający Morskie Oko.
 dookoła Morskiego Oka. Czas przejścia 35 min